# شکرستان
شکرستان یک مجموعه پویانمایی تلویزیونی ایرانی است که ساختهٔ مرکز صبا صدا و سیمای جمهوری ایران می‌باشد از سری اول این مجموعه تا به اکنون ۱۰۸ قسمت آن تولید و از برنامه کودک و نوجوان شبکه دو سیمای ایران پخش شده است. سری دوم آن که عروسکی است از شبکه نسیم پخش می‌شود.
همچنین سری جدید آن با نام شکر TV برای ایام کرونا ساخته شد. شکر TV دو دقیقه بیشتر زمان ندارد.
این مجموعه با روش کات اوت یا بریده مقوا ساخته شده و استقبال زیادی از آن شده است. قسمت‌هایی از این مجموعه در جشنواره‌های خارجی از جمله جشنوارهٔ چانگوی چین، جشنوارهٔ جیفونی ایتالیا و جشنوارهٔ فیلم کودک هند نمایش یافته است. شکرستان در سال ۱۳۸۷ برندهٔ جایزهٔ بهترین پویانمایی سال در جشن خانه سینما شد. در جشنوارهٔ جام جم سال ۱۳۹۰ هم شکرستان در ۸ بخش نامزد دریافت جایزه شد و برندهٔ بهترین کارگردانی پویانمایی شد. مرتضی احمدی (راوی مجموعه)، ناگهان در سال ۱۳۹۳ درگذشت و تولید این مجموعه متوقف شد؛ اما در نوروز ۱۳۹۸، تحت عنوان ویژه برنامه ۱۳ قسمتی، اما اینبار در شبکه نسیم، دوباره شروع به کار کرد و شهاب حسینی جایگزین مرتضی احمدی شد و به عنوان راوی پس از چندین سال به تلویزیون برگشت. سینمایی شکرستان و مرد نمکی هم ساخته است. از مرداد ۹۸ شکرستان با صدای علی‌همت مومی‌وند پخش می‌شود.
نویسندگان دیگری نیز در این مجموعه فعالیت کرده‌اند که امیرحسین جواهری نویسنده سریالهای آقای قاضی (فصل دوم) و مدرسه جنگلی یکی از آنهاست.

## خلاصه داستان
شکرستان با بیش از ۱۸۰ شخصیت همهٔ داستان‌های این سریال در یک شهر قدیمی و خیالی روی می‌دهد. هر قسمت داستانی مجزا دارد که مردم شکرستان بنا به نیازهای دراماتیک هر قصه، در هر قسمت نقشی متفاوت برعهده می‌گیرند و داستان را رقم می‌زنند. قصه‌ها پس از ۸ ماه تحقیق و توسعه بر اساس داستان‌ها، ضرب‌المثل‌ها و قصه‌های قدیمی و عامیانهٔ ایرانی-شرقی انتخاب و سپس با رویکردی مدرن و به روز به رشتهٔ تحریر درآمده‌اند. در این شهر قدیمی و داستانی، هیچ‌کس در جایگاه خود نیست و تلاش شده تا با تغییر شکل تصویری و دراماتیک، شیوه‌ای اتخاذ شود که کوچک و بزرگ پس از خندیدن به طنز داستان‌ها، عمیقاً به فکر فروروند و آینهٔ رفتارهای اجتماعی و فرهنگی خود را بازنگری کنند.

## شخصیت‌ها
شکرستان بیش از ۱۰۰ شخصیت گوناگون دارد که بنا به نیازهای داستان در هر قسمت سروکلهٔ شان پیدا می‌شود و نقش‌های متفاوتی چون تاجر، کارگر، مردم شهر، بچه‌های مدرسه، ریش سفید و.. را برعهده می‌گیرند،
ولی این چند شخصیت، محوریت بیشتری دارند:

نوسی : یک شخصیت فرعی که در قسمت حذف شده حضور داشت اما آن قسمت هرگز پخش نشد و درون یک فایل سری قرار دارد

بهلول: خردمندی که همه او را دیوانه می‌پندارند. او همیشه با بچه‌ها بازی می‌کند ولی در مواقعی که مشکلی پیش می‌آید، تنها اوست که راه حل را می‌داند و جایی که به مظلومی ستم می‌رود، از او در برابر ظالم دفاع می‌کند. او نماد خردورزی کودک درون است و شاید دوست داشتنی‌ترین شهروند شکرستان.
پادشاه و وزیر: پادشاه مانند تمام داستان‌های سنتی فردی ابله، خودرای و خوش گذران است که همیشه تیرش به خطا می‌رود و ظلم او خنثی می‌شود. وزیر مکار و حیله‌گر نیز تلاش در کمک رسانی به ستم پادشاه دارد که البته هیچ‌گاه به موفقیت کامل نمی‌رسد.
فرصت: مردی است پهلوانی با هیکل درشت و سیبیل بلند که به سبک لات‌های قدیمی ایران راه می‌رود و رفتار می‌کند و ادعا می‌کند که کسی حریفش نیست.
شعبون: یکی از نوچه‌های فرصت که خنگ است.
رمضون: یکی دیگر از نوچه‌های فرصت که نسبت به شعبون کمی باهوش‌تر است و معمولاً تصمیم ها را بیشتر او می‌گیرد.
قاضی: این قاضی شهر ما حکم خودش را بر اساس پول افراد می‌دهد و غیرقابل اعتمادترین شخص در شکرستان است. البته همیشه دستش رو می‌شود. قاضی شخصیتی است که ظاهر خواجه فرزان را دارد. این دو شخصیت هیچوقت در یک داستان مشترک حضور نداشتند.
اسکندر: اسکندر نوه ننه قمر است که ماجراهایی برای او اتفاق می‌افتد و همچنین عروسک او نیز به بازار وارد شده است.
ننه قمر: ننه قمر پیرزنی است با پشت خمیده و چادر گلدار که عینکی به چشم دارد. از روی این شخصیت عروسک‌هایی نیز تولید شد که مورد استقبال مردم قرار گرفت. همچنین کشور چین اقدام به تولید عروسک‌های این شخصیت کارتونی نمود و آن‌ها را وارد بازار ایران کرد.
بهادر: پسری خجالتی و به اصطلاح مثبت است که قدرت نه گفتن ندارد و معمولاً گول می‌خورد و به حرف همه گوش می‌دهد. همیشه هم سرش توی کتاب است و همیشه دست روی موهایش می‌کشد.
یعقوب: دوست صمد که لهجه‌ای شبیه لهجهٔ روستایی دارد.
براز سیب‌فروش: براز یک سیب‌فروش است که لهجهٔ خاصی دارد. او گاهی اوقات برای فروش سیب‌هایش پیش خواجه فرزان و خواجه اقبال می‌رود.
چهل دزد: چند دزد شکرستان که در یک غار زندگی می‌کنند و کار آنها دزدی و غارت اموال مردم است. این دزدها از چهل دزد بغداد برگرفته شده‌اند.
خواجه فرزان: فردی است که همواره به پول اندوزی فکر می‌کند و خسیس است. این شخصیت جزء شخصیت‌های محبوب در این سریال است.
خواجه الماس: خواجه الماس هم مانند خواجه فرزان فردی خسیس است که از هر راهی به فکر پول درآوردن است. خواجه فرزان و خواجه الماس از بچگی با هم دشمنی داشتند.
برزو: پسر کوچک خواجه فرزان است، اما نقش او در این مجموعه فقط نقش پسر خواجه فرزان نیست و در نقش‌های مختلف حضور می‌یابد.
صمد: پسر بزرگ خواجه فرزان که چاق و تنبل است. شخصیتی دوست‌داشتنی دارد و معمولاً دنبال یک هدف بزرگ است. همیشه وسط سخنش از طرف مقابل سوال می‌کند و می‌گوید: «چیییییی؟» یا «چییییی داداش؟». به اصطلاح از تکه‌کلام‌های اوست.
فراز: پسر ساده و دلخوشی است که با تنها خرش زندگی می‌کند او همیشه خوشحال و مشغول خوردن تخمه است.
خواجه صمعون: مردی است اصالتاً نمکستانی که به شکرستان برای تجارت آمد و با راهنمایی بهلول پیاز خرید و فروش می‌کند.
عمو رمضون: پیرمرد مهربان و بشاش که معمولاً از روی سادگی زیادش فریب می‌خورد.
مظفر: معروف و حرفه ای‌ترین دزد شکرستان است که به خاطر دوست نابابش مشغول به دزدی شده است.
گدا: مردی بوگندو و کثیف است که به گدایی مشغول است و اصالتاً هندی است.
خواجه ارکان: مردی خیالباف که وقتی می‌خواست روغن‌های خود را بفروشد، از عاقبت خیالبافی کوزه روغن را شکست.

## طراحی شخصیت‌ها
طراحی شخصیت‌های این مجموعه در ابتدا بر عهده راشین خیریه بود خانم خیریه در ابتدا ۵۵ شخصیت ساخت بابک نظری کارگردان مجموعه هم که روز به روز داستان‌ها به شخصیت‌های جدید نیاز داشت مهرداد شاهوردی، الهه طاهریان، محمد یوسفی و اصغر صغار را برای ساختن شخصیت‌های جدید و ترکیبی اضافه کرد. و اکنون به جای ۵۵ شخصیت اکنون شکرستان ۳۵۰ شخصیت جدید دارد

## پخش
شکرستان نخستین بار در نوروز سال ۱۳۸۷ توسط شبکهٔ ۲ سیما پخش شد. در ابتدا قرار بود این مجموعه برای ۹۰ قسمت ۱۵ دقیقه‌ای تولید شود اما بعداً فصل‌های جدید نیز برای آن تولید شد و طول هر قسمت نیز به ۲۵ دقیقه افزایش یافت.
پخش این مجموعه از اردیبهشت ماه سال ۱۳۹۲ در شبکه سینمای خانگی آغاز شد هرچند پیش از آن در آبان ۱۳۹۰ اعلام شده بود که این مجموعه در سینمای خانگی هم توزیع می‌گردد. همچنین در سال ۱۳۹۰ اعلام شد که قسمت‌هایی از این مجموعه قرار بود که در امارات متحده نیز پخش شود و گفته شد که قسمت‌هایی از این مجموعه قرار است به هم پیوسته و به زبان فرانسوی دوبله شود تا به صورت یک فیلم سینمایی در فرانسه نمایش یابد. این فیلم بعداً در ایران با نام شکرستان و مرد نمکی دوبله و پخش شد.

## محصولات مرتبط
قبل از تولید این مجموعه، برنامه تلویزیونی ایستگاه روی آنتن رفت که موجب توجه بسیاری از سازندگان به قالب پویانمایی‌های کوتاه و موشن گرافیک برای بزرگسالان شد.
پس از استقبالی که از مجموعهٔ شکرستان شد عروسک‌هایی به شکل شخصیت‌های این مجموعه با حمایت سازمان تبلیغات اسلامی و به همت مرکز نشر الکترونیک و با همکاری مرکز انیمیشن حوزه هنری، توسط دو شرکت «آیس تویز» و «پالیز» ساخته و در بازار ایران به فروش رفت؛ این عروسک‌ها هم مورد استقبال قرار گرفتند و بیشترین استقبال از عروسک‌های ننه قمر و اسکندر صورت گرفت. همچنین در سال ۱۳۹۰ خبرهایی از تولید یک بازی رایانه‌ای بر اساس مجموعه شکرستان منتشر شد.
همچنینی در سال ۱۳۹۴ مرکز مطالعات و تولیدات انیمیشن حوزه هنری سازمان تبلیغات اسلامی و انتشارات سوره مهر، ۳۰ جلد از مجموعه کتاب‌های شکرستان را منتشر کرد.
هر جلد از این کتاب‌ها قصه‌ای را در ۲۴ صفحه و چهار رنگ برای کودکان روایت می‌کنند. عنوان برخی از این قصه‌ها عبارتند از: نیم مشت نمک، وردهای دزدگیر، شیر آب، پر جادویی، عمونوروز و چهل دزد، برادر گمشده، صندوق گنج، خر برفت و خر برفت، آخر و عاقبت زرنگ بازی، کک بهلول، گوش سفید، دم سیاه و دیگران، عاقل و دیوانه، زرنگ و زرنگ تر، کوزه شکسته، بچه سرراهی، خواب پادشاه، دوست ناباب و …
همچنین بازی تلفن همراه صمد پرواز بر اساس تصاویر و شخصیت‌های انیمیشن شکرستان به وسیله حوزه هنری استان تهران تولید شد.

## فضای شهر
فضای شهر شکرستان بر اساس ابنیه و ساختمان‌های باستانی و تاریخی ایران که از قدمت کهنی برخوردار هستند الهام گرفته شده است. البته اصل تغییر شکل تصویری برای انیمیشن نیز رعایت گردیده و همچنین در رنگ آمیزی محیط و اشخاص از رنگ‌ها و اسلوب اصیل ایرانی که در نقش و نگارهای گوناگونی از معماری تا مینیاتور و فرش و غیره می‌توان یافت بهره گرفته شده است و سرزمین‌هایی مانند چین و ماچین و هندوستان و نمکستان و فرنگستان و شکرآبرود و شکرچال در این سریال نام برده شده.

## صداپیشگان
مدیر دوبلاژ: شوکت حجت
صدای شاهد: محمد لقمانیان
- مرتضی احمدی در نقش راوی
- شهاب حسینی در نقش راوی
- علی همت مومیوند در نقش راوی، صمد، رمضون و پیرمردهای مجموعه
- اکبر منانی در نقش خواجه فرزان، وزیر، قاضی، داروغه و براز
- محمد عبادی در نقش خواجه الماس و گزمه
- ابراهیم شفیعی در نقش خواجه الماس، گدا، معلم و رئیس راهزن‌ها
- سعید شیخ‌زاده در نقش بهلول، بهادر و دزد
- شهروز ملک‌آرایی در نقش پهلوان فرصت و داروغه
- شوکت حجت در نقش اسکندر، برزو و طلا خانم
- فرانک رفیعی طاری در نقش ننه قمر
- اصغر افضلی در نقش سلطان و عمو رمضون
- تورج نصر در نقش گودرز و نقش‌های مختلف
- اردشیر منظم در نقش براز، سلطان و خواجه صمعون
- جواد پزشکیان در نقش شعبون، مهاراجه تنبوری و خواجه اقبال
- نرگس فولادوند در نقش گلی خانم
- مهدی آرین نژاد در نقش مظفر، گدا
- علی محمد اشکبوس
- علیرضا جاویدنیا
- ولی‌الله مؤمنی
- علیرضا شایگان

## گویندگان سری عروسکی
- هنگامه مفید (ننه قمر)
- آزاده مؤیدی‌فرد (اسکندر، فریدون، شمسی)
- محمد لقمانیان (وزیر، خواجه الماس)
- امیر سلطان‌احمدی (کیا)
- بهادر مالکی (پادشاه، جاج زاده، نوزاد)
- کاظم سیاحی (بهلول، نوزاد، بیا)
- وحید نفر (جناب مصادره، پیرپلاسی)
- سامان مظلومی (دکتر)
- نازنین بیاتی (آزیتا خانم، رویا، پیش‌گو)
- حسام محمودی (صفدر)
- مهدی شاه‌پیری (لولویی، آقای ناگوار)
- احسان کرمی (راوی)

## تولید
کارگردان مجموعه شکرستان بابک نظری و تهیه‌کننده آن مرکز صبا صدا وسیمای جمهوری اسلامی ایران است.
موسیقی‌های بکار رفته در این مجموعه برگرفته از آلبوم مستانه به آهنگسازی استاد جلال ذوالفنون هستند. 

## جشنواره‌ها و جوایز
جشنواره‌ها:
- International Animation Festival, Hiroshima
- Pusan International Film Festival
- Ottawa International Animation Festival
- Tokyo International film festival
- Kyiv International film festival
- Berlin International film festival
- ReAnimania” international animation film festival
- International Short Film Festival FILMINI
- International Animation Festival of Bimini
- International Festival of Animation - Animaevka
- Hong Kong Film Festival
- Tehran International Animation Festival
- Fajr International Film Festival
- CINANIMA International Animated Film Festival
- Filmfest Dresden - International Short Film Festival
- Palm Springs International Film Festival
- Central, Calcutta International Forum of New Cinema and Cine
- Seattle International Film Festival

جوایز:
1. بهترین انیمیشن کوتاه در دوازدهمین جشن سینمای ایران
2. تندیس طلایی بهترین تهیه‌کننده از دوازدهمین جشن سینمای ایران
3. بهترین فیلم انیمیشن در فستیوال IIDCYA
4. بهترین اثر و تندیس طلایی از جشنواره فیلم کودک و نوجوان - همدان